# Nature Valley International 2018
Nature Valley International 2018 byl společný tenisový turnaj mužského okruhu ATP World Tour a ženského okruhu WTA Tour, který se odehrával v areálu Devonshire Park Lawn Tennis Clubu na otevřených travnatých dvorcích. Probíhal mezi 24. až 30. červnem 2018 v britském Eastbourne jako sedmý ročník mužské poloviny a čtyřicátý třetí ročník ženské části turnaje. Představoval poslední přípravu na grandslamový Wimbledon.
Mužská část se řadila do kategorie ATP World Tour 250 a její dotace činila 721 085 dolarů. Ženská část s rozpočtem 917 664 dolarů byla součástí kategorie WTA Premier.
Nejvýše nasazenými hráči v soutěžích dvouher se stali argentinský jedenáctý hráč žebříčku Diego Schwartzman a světová dvojka Caroline Wozniacká z Dánska. Jako poslední přímí účastníci do dvouher nastoupili slovenský 99. tenista pořadí Lukáš Lacko a italská 56. žena klasifikace Camila Giorgiová. Lacko se probojoval do svého druhého kariérního finále.
Premiérový titul z mužské dvouhry ATP Tour vybojoval 30letý Němec Mischa Zverev. Druhou eastbournskou trofej si po devíti letech odvezla dánská světová dvojka Caroline Wozniacká, která tak získala dvacátý devátý singlový titul na túře WTA Tour. Mužskou čtyřhru ovládl britský pár startující na divokou kartu Luke Bambridge a Jonny O'Mara. Oba hráči přitom před turnajem nevyhráli na okruhu ATP Tour ani jeden zápas. V ženské čtyřhře získala čtvrtou společnou trofej kanadsko-čínská dvojice Gabriela Dabrowská a Sü I-fan.

## Rozdělení bodů a finančních odměn

### Rozdělení bodů
| Soutěž       | vítězové | finalisté | semifinalisté | čtvrtfinalisté | 16 v kole | 32 v kole | 48 v kole | Q  | Q2 | Q1 |
| ------------ | -------- | --------- | ------------- | -------------- | --------- | --------- | --------- | -- | -- | -- |
| dvouhra mužů | 250      | 150       | 90            | 45             | 20        | 0         | —         | 12 | 6  | 0  |
| čtyřhra mužů | 250      | 150       | 90            | 45             | 0         | —         | —         | —  | —  | —  |
| dvouhra žen  | 470      | 305       | 185           | 100            | 55        | 30        | 1         | 25 | 13 | 1  |
| čtyřhra žen  | 470      | 305       | 185           | 100            | 1         | —         | —         | —  | —  | —  |

### Finanční odměny
| Finanční odměny                       | Finanční odměny | Finanční odměny | Finanční odměny | Finanční odměny | Finanční odměny | Finanční odměny | Finanční odměny | Finanční odměny | Finanční odměny | Finanční odměny |
| Soutěž                                | vítězky         | finalistky      | semifinalistky  | čtvrtfinalistky | 16 v kole       | 32 v kole       | 48 v kole       | Q2              | Q1              |                 |
| ------------------------------------- | --------------- | --------------- | --------------- | --------------- | --------------- | --------------- | --------------- | --------------- | --------------- | --------------- |
| dvouhra mužů                          | €117 030        | €62 115         | €33 650         | €19 170         | €11 295         | €6 690          | —               | €3 010          | €1 505          |                 |
| čtyřhra mužů                          | $35 830         | $18 830         | $10 210         | $5 840          | $3 420          | —               | —               | —               | —               |                 |
| dvouhra žen                           | $158 770        | $84 505         | $42 260         | $21 415         | $11 140         | $5 825          | $3 840          | $2 125          | $1 248          |                 |
| čtyřhra žen                           | $49 950         | $26 435         | $14 539         | $7 410          | $4 020          | —               | —               | —               | —               |                 |
| částky ve čtyřhře jsou uváděny na pár |                 |                 |                 |                 |                 |                 |                 |                 |                 |                 |

## Dvouhra mužů

### Nasazení
| Stát                           | Hráč              | ATP | Nasazení |
| ------------------------------ | ----------------- | --- | -------- |
| Argentina                      | Diego Schwartzman | 11. | 1.       |
| Spojené království             | Kyle Edmund       | 17. | 2.       |
| Kanada                         | Denis Shapovalov  | 23. | 3.       |
| Itálie                         | Marco Cecchinato  | 28. | 4.       |
| Argentina                      | Leonardo Mayer    | 38. | 5.       |
| Španělsko                      | David Ferrer      | 40. | 6.       |
| USA                            | Steve Johnson     | 44. | 7.       |
| Maďarsko                       | Márton Fucsovics  | 45. | 8.       |
| Žebříček ATP k 18. červnu 2018 |                   |     |          |

### Jiné formy účasti
Následující hráči obdrželi divokou kartu do hlavní soutěže:
- Andy Murray
- Cameron Norrie
- Stan Wawrinka

Následující hráči postoupili z kvalifikace:
- Matteo Berrettini
- Daniel Brands
- Alex de Minaur
- Roberto Quiroz

Následující hráč postoupil z kvalifikace jako tzv. šťastný poražený:
- Jay Clarke

### Odhlášení
před zahájením turnaje
- Alexandr Dolgopolov → nahradil jej  Nicolás Jarry
- Márton Fucsovics → nahradil jej  Jay Clarke
- Peter Gojowczyk → nahradil jej  Marco Cecchinato
- Filip Krajinović → nahradil jej  Taylor Fritz
- Feliciano López → nahradil jej  Lukáš Lacko
- Tennys Sandgren → nahradil jej  Gilles Simon

## Mužská čtyřhra

### Nasazení
| Stát                                                                                    | Hráč                 | Stát        | Hráč            | ATP | Nasazení |
| --------------------------------------------------------------------------------------- | -------------------- | ----------- | --------------- | --- | -------- |
| Kolumbie                                                                                | Juan Sebastián Cabal | Kolumbie    | Robert Farah    | 28. | 1.       |
| Chorvatsko                                                                              | Ivan Dodig           | USA         | Rajeev Ram      | 46. | 2.       |
| Jižní Afrika                                                                            | Raven Klaasen        | Nový Zéland | Michael Venus   | 55. | 3.       |
| USA                                                                                     | Mike Bryan           | USA         | James Cerretani | 65. | 4.       |
| Žebříček ATP k 18. červnu 2018; číslo je součtem žebříčkového postavení obou členů páru |                      |             |                 |     |          |

### Jiné formy účasti
Následující páry obdržely divokou kartu do hlavní soutěže:
- Luke Bambridge /  Jonny O'Mara
- Scott Clayton /  Joe Salisbury

## Ženská dvouhra

### Nasazení
| Stát                           | Hráčka                    | WTA | Nasazení |
| ------------------------------ | ------------------------- | --- | -------- |
| Dánsko                         | Caroline Wozniacká        | 2   | 1        |
| Česko                          | Karolína Plíšková         | 7   | 2        |
| Česko                          | Petra Kvitová             | 8   | 3        |
| Německo                        | Angelique Kerberová       | 11  | 4        |
| Lotyšsko                       | Jeļena Ostapenková        | 12  | 5        |
| Německo                        | Julia Görgesová           | 13  | 6        |
| Rusko                          | Darja Kasatkinová         | 14  | 7        |
| Austrálie                      | Ashleigh Bartyová         | 16  | 8        |
| Belgie                         | Elise Mertensová          | 17  | 9        |
| Slovensko                      | Magdaléna Rybáriková      | 19  | 10       |
| Lotyšsko                       | Anastasija Sevastovová    | 20  | 11       |
| Nizozemsko                     | Kiki Bertensová           | 21  | 12       |
| Spojené království             | Johanna Kontaová          | 22  | 13       |
| Česko                          | Barbora Strýcová          | 24  | 14       |
| Austrálie                      | Darja Gavrilovová         | 25  | 15       |
| Španělsko                      | Carla Suárezová Navarrová | 26  | 16       |
| Žebříček WTA k 18. červnu 2018 |                           |     |          |

### Jiné formy účasti
Následující hráčky obdržely divokou kartu do hlavní soutěže:
- Harriet Dartová
- Samantha Stosurová
- Katie Swanová
- Heather Watsonová

Následující hráčky postoupily z kvalifikace:
- Kateryna Bondarenková
- Kurumi Naraová
- Kristýna Plíšková
- Julia Putincevová
- Andrea Sestini Hlaváčková
- Natalja Vichljancevová

Následující hráčka postoupila z kvalifikace jako tzv. šťastná poražená:
- Sachia Vickeryová

### Odhlášení
před zahájením turnaje
- Catherine Bellisová → nahradila ji  Alison Van Uytvancková
- Simona Halepová → nahradila ji  Sie Šu-wej
- Naomi Ósakaová → nahradila ji  Kaia Kanepiová
- Lesja Curenková → nahradila ji  Sachia Vickeryová
- Jelena Vesninová → nahradila ji  Donna Vekićová

## Ženská čtyřhra

### Nasazení
| Stát                                                                          | Hráčka                    | Stát      | Hráčka                         | WTA | Nasazení |
| ----------------------------------------------------------------------------- | ------------------------- | --------- | ------------------------------ | --- | -------- |
| Česko                                                                         | Andrea Sestini Hlaváčková | Česko     | Barbora Strýcová               | 12. | 1.       |
| Slovinsko                                                                     | Andreja Klepačová         | Španělsko | María José Martínez Sánchezová | 26. | 2.       |
| Čínská Tchaj-pej                                                              | Latisha Chan              | Čína      | Pcheng Šuaj                    | 27. | 3.       |
| Kanada                                                                        | Gabriela Dabrowská        | Čína      | Sü I-fan                       | 28. | 4.       |
| Žebříček WTA k 18. červnu 2018; číslo je součtem umístění obou členek dvojice |                           |           |                                |     |          |

### Jiné formy účasti
Následující pár obdržel divokou kartu do hlavní soutěže:
- Harriet Dartová /  Katy Dunneová

## Přehled finále

### Mužská dvouhra
- Mischa Zverev vs.  Lukáš Lacko, 6–4, 6–4

### Ženská dvouhra
- Caroline Wozniacká vs.  Aryna Sabalenková 7–5, 7–6(7–5)

### Mužská čtyřhra
- Luke Bambridge /  Jonny O'Mara vs.  Ken Skupski /  Neal Skupski, 7–5, 6–4

### Ženská čtyřhra
- Gabriela Dabrowská /  Sü I-fan vs.  Irina-Camelia Beguová /  Mihaela Buzărnescuová 6–3, 7–5